# Jackson megye (Dél-Dakota)
Jackson megye az Amerikai Egyesült Államokban, azon belül Dél-Dakota államban található. Megyeszékhelye Kadoka, legnagyobb városa Wanblee. Lakosainak száma 2806 fő (2020. április 1.). Jackson megye Haakon, Jones, Mellette, Bennett, Oglala Lakota, Pennington és Todd megyékkel határos.

## Népesség
A megye népességének változása:
| Lakosok száma | 3046 | 3162 | 3174 | 3216 | 3321 | 2806 |
|               | 2010 | 2011 | 2012 | 2013 | 2015 | 2020 |